# Віденський кінофестиваль
«Віденський кінофестиваль» (нім. Viennale, англ. Vienna International Film Festival) — міжнародний щорічний кінофестиваль, який відбувається у жовтні з 1960 року в місті Відні (Австрія). Середня кількість відвідувачів становить близько 96 тисяч. Традиційно на фестивалі демонструються художні, документальні, короткометражні та експериментальні стрічки у кіноцентрах: Gartenbaukino, Urania, Metro-Kino, Filmmuseum, Stadtkino. Наприкінці фестивалю присуджують «Кінопремію Відня» (Wiener Filmpreis).

## Нагороди

### «Кінопремія Відня»
Художні фільми
- 1992 : «Відео Бенні» / (англ. Benny’s Video), реж. — Міхаель Ганеке
- 2002 : «Нічна подорож» / (нім. Nachtreise, 2002), реж. — Кенан Кілік
- 2005 : «Операція "Спрінг"» / (англ. Operation Spring, 2005), реж. — Ангеліка Шустер, Трістан Зіндельгрубер
- 2008 : «За мить, свобода» /  (нім. Ein Augenblick Freiheit, 2008), реж. —   Араш Т. Ріагі
- 2009 : «Лурд» / (фр. Lourdes, 2009), реж. — Джесіка Гауснер
- 2010 : «Таран» / (нім. Rammbock, 2010), реж. — Марвін Крен
- 2011 : «Міхель» / (нім. Michael, 2011), реж. — Маркус Шляйнцер
- 2012 : «Кохання» / (фр. Amour, 2012), реж. —  Міхаель Ганеке
- 2013 : «Рай: Любов» / (нім. Paradies: Liebe, 2012), реж. — Ульріх Зайдль
- 2016 : «Дякуємо за бомбардування» / (англ. Good Morning Kabul, 2015), реж. — Барбара Едер

Документальні фільми
- 1992 : «Почуття провини і пам'ять» / (нім. Schuld und Gedächtnis), реж. — Егон Гумер
- 2003 : «Ісус, Ти знаєш» / (нім. Jesus, du weißt, 2003), реж. — Ульріх Зайдль
- 2004 : «Кошмар Дарвіна» / (англ. Darwin's Nightmare, 2004), реж. — Губерт Заупер
- 2006 : «Перед тим як це сталося» / (нім. Kurz davor ist es passiert, 2006), реж. — Аня Соломоновиць
- 2007 : «Верховенство права» / (англ. Rule of law, 2006), реж. — Сюзанна Брандштетер
- 2009 : «Кулінарна Історія» / (англ. Cooking History, 2009), реж. — Пітер Керекес
- 2010 : «Кік-оф» / (англ. Kickoff, 2009), реж. — Гусейн Табак
- 2011 : «Процес» / (нім. Der Prozess, 2011), реж. — Геральд Ігор Гаузенбергер
- 2012 : «Не моя сім’я» / (нім. Meine keine Familie, 2012), реж. — Поль-Жульєн Роберт
- 2013 : «Хворісукалюди» / (англ. SickFuckPeople, 2012), реж. — Юрій Речинський
- 2016 : «М'ясо Гольца Ерде» / (нім. Holz Erde fieisch, 2016), реж. — Зигмунд Штайнер

### «Приз Міжнародної федерації кінопреси»
Приз Міжнародної федерації кінопреси, (фр. Fédération internationale de la presse cinématographique, "FIPRESCI") — це спеціальна нагорода організації професійних кінокритиків та кіножурналістів у різних країнах світу, яка має вигляд диплома зі зазначенням назви фільму та режисера. Премію присуджують за перший або другий фільм молодого режисера.
- 2002 : «Так раптово» / (ісп. Tan de repente), реж. — Дієго Лерман
- 2003 : «Коричневий кролик» / (англ. The Brown Bunny, 2003), реж. — Вінсент Галло
- 2004 : «Мерці» / (ісп. Los muertos, 2004), реж. — Лісандро Алонсо
- 2004 : «Аж до кісток» / (англ. Down to the Bone, 2004), реж. — Дебра Граник
- 2005 : «Естіміра» / (порт. Estamira, 2004), реж. — Маркос Прадо
- 2006 : «Лицарська честь» / (ісп. Honor de cavalleria), реж. — Альберт Серра
- 2007 : «Вогнепальні історії» / (англ. Shotgun Stories, 2007), реж. — Джеф Ніколс
- 2008 : «Наш улюблений місяць серпень» / (порт. Aquele Querido Mês de Agosto, 2008), реж. —  Мігел Гоміс[pt]
- 2009 : «Пісня виживання» / (англ. Survival Song, 2008), реж. —  Ю Гуангиї
- 2010 : «Периферичний» / (англ. Periferic, 2010), реж. — Богдан Джордж Апетрі
- 2011 : «Ятасто» / (ісп. Yatasto, 2011), реж. — Ермес Паралюельо
- 2012 : «Маргарет» / (англ. Margaret, 2011), реж. —  Кеннет Лонерган
- 2013 : «Гранд Централ» / (англ. Grand Central, 2013), реж. — Ребека Злотовська
- 2016 : «Бодкін Рас» / (англ. Bodkin Ras), реж. — Каве Модірі